# Флория Тоска (фильм-опера)
«Фло́рия То́ска» — цветной двухсерийный телефильм-опера советских режиссёров Романа Тихомирова и Вячеслава Середы, снятый в 1981 году. Экранизация  оперы Джакомо Пуччини «Тоска». Телефильм снят на студии «Молдователефильм».

## Сюжет
Телефильм-опера является экранизацией оперы «Тоска» Джакомо Пуччини,  написанной по сюжету одноимённой драмы французского писателя Викторьена Сарду.  Русский перевод А. Мамистовой.  Изложение сюжета см. в статье «Тоска».

## В ролях
| Актёр             | Роль                                   |
| ----------------- | -------------------------------------- |
| Мария Биешу       | Флория Тоска                           |
| Юрий Мазурок      | барон Скарпиа                          |
| Александр Сластин | Марио Каварадосси (поёт Михаил Мунтян) |
| Григоре Григориу  | Чезаре Анжелотти (поёт Ю. Ковалёв)     |
| Петр Паньковокий  | ризничий (поёт Г.Паньков)              |

## Музыканты
- Звукозапись музыки произведена на Всесоюзной фирме «Мелодия».
- Симфонический оркестр Большого театра СССР.
- Дирижёр — Александр Лазарев.
- Хормейстер — Станислав Лыков.

## Съёмочная группа
- Авторы сценария —  И. Гликман, Роман Тихомиров
- режиссёры-постановщики — Роман Тихомиров и Вячеслав Середа,
- оператор-постановщик — Николай Дегтярь,
- художник-постановщик Александр Сидалковский,
- художник по костюмам В. Михайленко,
- художник–гример Л. Козинец,
- художник–декоратор А. Георгиевский,

## Награды
- 1982 — Диплом жюри и первая премия на 3-м Республиканском кинофестивале.
- Диплом Союза композиторов МССР (певица Мария Биешу, кинооператор Николай Дегтярь, художник Александр Сидалковский).